# Fale Bure (drama)

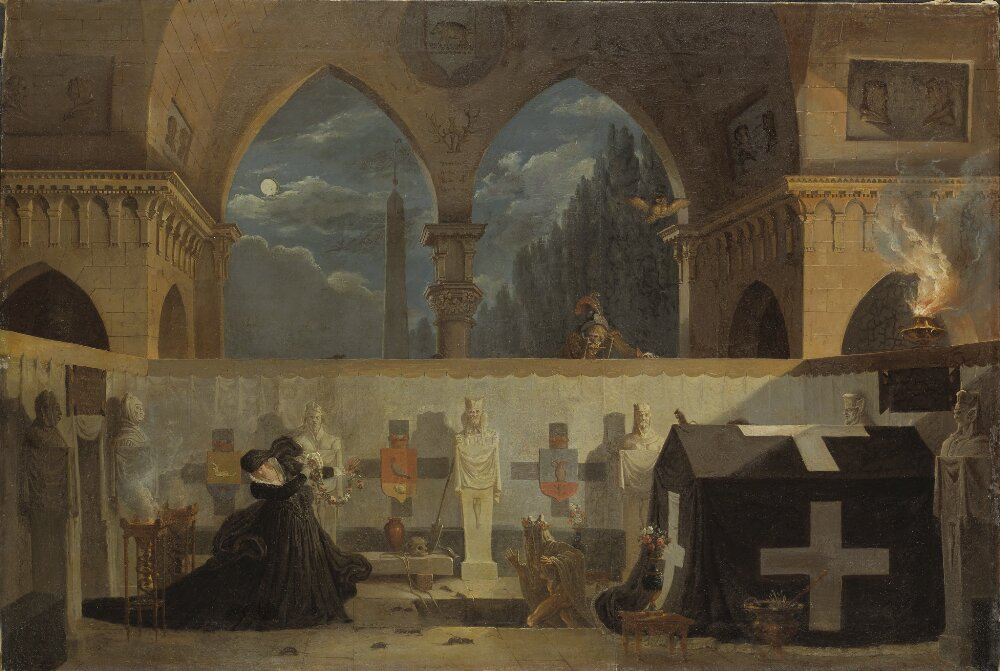
Louis Jean Desprez har avbildad en scen ur Fale Bures fjärde akt.

Fale Bure. Drame i fyra acter är ett svenskt drama i fyra akter av Jacob De la Gardie. Den uruppfördes på Kungliga teatern den 15 maj 1795.

## Handling
Dramat är i fyra acter och för att bevara författarens anonymitet uppgavs det vid uppförandet vara skrivet av Thure Wennberg. Dramat skulle ursprungligen ha satts upp på Karldagen den 28 januari 1795, men uppfördes första gången den 15 maj 1795 på Kungliga teatern i kungens och hovets närvaro.
Dramat utspelar sig i Hälsingland (dagens Medelpad) på 1200-talet och handlar om riddaren Fale Bure och dennes uppoffringar för det svenska kungahuset.
Dramat hade ett seriöst dagspolitiskt syfte. Tanken var att berättelsen om Fale Bure skulle förmå de oroliga stockholmarna att trots missväxt och hög inflation hålla sig rojalistiska och inte falla för de revolutionära, jakobinska strömningarna.
Vid premiären spelades Fale Bure av Andreas Widerberg.
Dramat inleds vid Byrestads befästa slott, och där det samlade folket sjunger Fales visa:
| ” | Om tro och ära mohn i Helsingarnes bygd Där Friheten och Thron ge åt hvarannan skyggd Hvar enda för sin Kung är lifvad af din dygd. Fale Bure! För Rikets sanna väl Ditt hjärta ädelt brann: Och Sverges Helga Kung i Dig osvikligt fann Sitt stöd, sitt värn, sitt allt, sin största Riddersman. Fale Bure! Ej för sin öfverhet spar Svensken lif och blod. Ej saknade din Kung ditt tappra hjeltemod, I spetsen lysande där faran öppen stod. Fale Bure! | „ |

## Samtidens reaktioner
Elis Schröderheim skrev till Jacob De la Gardie den 22 maj 1795 efter att ha sett pjäsen:
| ” | Jag har sett Fale Bure med admiration och under stora sinnesrörelser. Den är i samma genre med Siri Brahe, med Helmfeldt - i anseende till stil, dialog m.m. värdig smaken af en upplyst tid... Det bifall, hvarmed allmänheten emottagit dessa sanningar, vittnar att Jacobinismen hos oss icke gjort de framsteg, hvarmed den hotat... | „ |

## Huvudpersoner

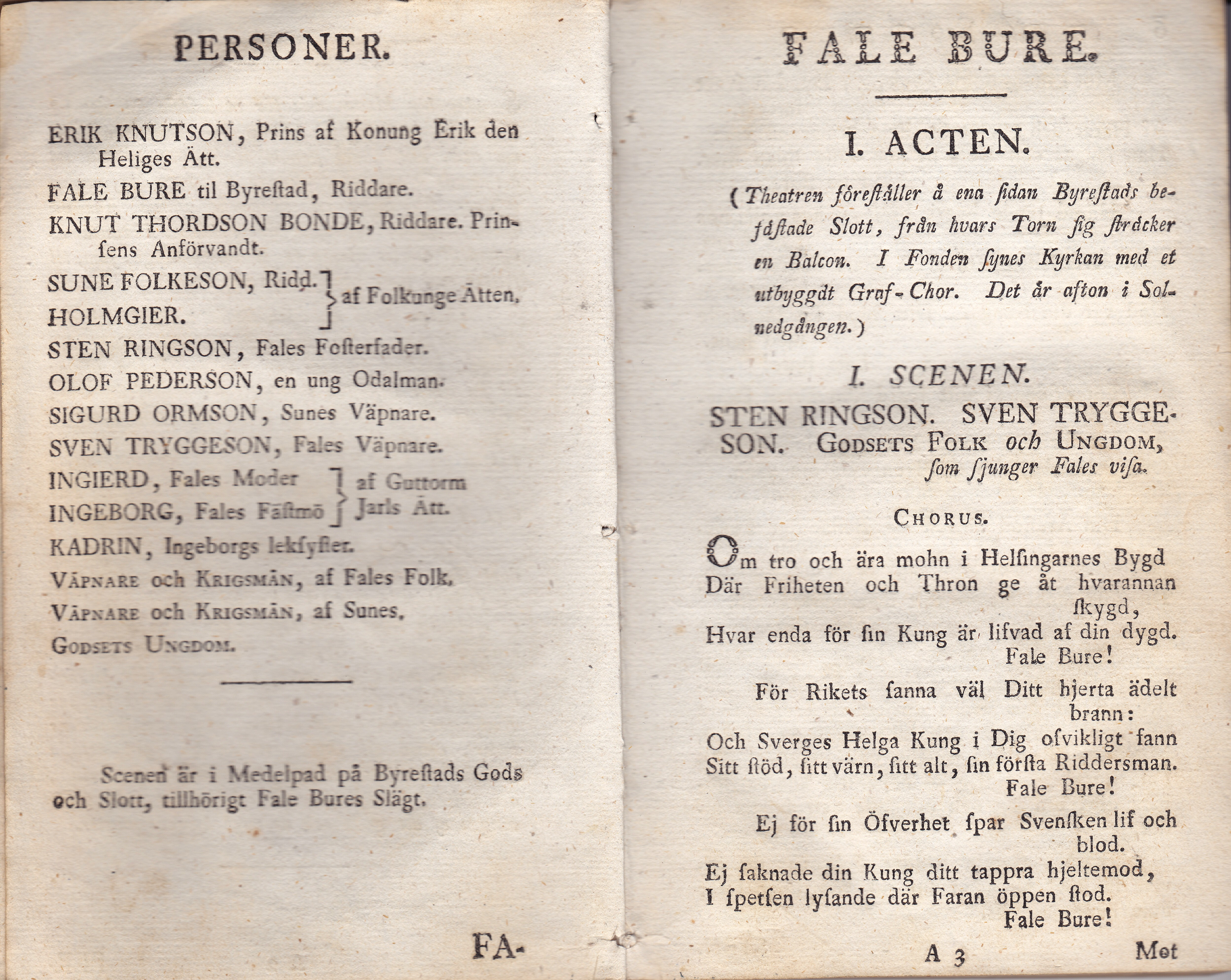
De inledande sidorna i Jakob De la Gardies Fale Bure.

| Roller               | Position                             | Historisk person  |
| -------------------- | ------------------------------------ | ----------------- |
| Erik Knutsson        | Prins av konung Erik den heliges ätt | Erik Knutsson     |
| Fale Bure            | till Byrestad, riddare               | Fale Bure         |
| Knut Thordsson Bonde | Riddare, prinsens anförvant          | Knut Bonde        |
| Sune Folkesson       | af Folkungaätten                     | Sune Folkesson    |
| Holmger              | af Folkungaätten                     | Holmger Folkesson |
| Sten Ringsson        | Fales Fosterfader                    | Sten Ringsson     |
| Olof Pederson        | En ung odalman                       | Okänt             |
| Sven Tryggeson       | Fales väpnare                        | Okänt             |
| Ingierd              | Fales moder av Guttorm jarls ätt     | okänt             |
| Ingeborg             | Fales fästmö av Guttorm jarls ätt    | Okänt             |
| Kadrin               | Ingeborgs leksyster                  | Okänt             |